# جيفري هارت
جيفري هارت (بالإنجليزية: Jeffrey Hart)‏ (و. 1930 – م) هو ضابط، وصحفي من الولايات المتحدة الأمريكية ولد في بروكلين.
وهو عضو في الحزب الجمهوري .

## التعليم
تعلم في جامعة كولومبيا، ودارتموث.

## مناصب وهيئات
أدار دارتموث.